# فريدريكا إليونورا فون دوبن
فريدريكا إليونورا فون دوبن (بالسويدية: Fredrika Eleonora von Düben)‏ (17 ديسمبر 1738 - 1 مارس 1808) كانت رسامة سويدية هاوية وفنانة تطريز 

## السيرة الشخصية
ولدت فريدريكا إليونورا لكل من البارون يواكيم فون دوبن (1708-1786) وكاثرينا إليونورا تيممينغ. كان والدها هو ابن شقيق محظية الملك المفضلة إيمرينتيا فون دوبين ‏ (1669-1743) وكان يشغل منصب سكرتير مجلس الوزراء أولريكا إليونورا ، ملكة السويد .
في عام 1759 ، تزوجت من الكونت نيلز آدم بيلك (1724-1792) الذي سبق أن تزوج من قريبها أولريكا إليونورا فون دوبن ‏ (1722–1758). كانت عضوًا فخريًا في الأكاديمية الملكية السويدية للفنون (1783) بعد مشاركتها في المعرض الفني ذي المناظر الطبيعية المطرزة بالحرير الأبيض. كانت خادمة الشرف للملكة لويزا أولريكا من بروسيا في الفترة من 1757 إلى 1959 ، وكبيرة خادمات البلاط، خادمة أردية ملكة السويد، 1771-1782.